# Фейетт (округ, Иллинойс)
Фейе́тт (англ. Fayette County) — округ в штате Иллинойс, США. Официально образован в 1821 году. По состоянию на 2010 год, численность населения составляла 22 140 человек.

## География
По данным Бюро переписи США, общая площадь округа равняется 1 877,752 км2, из которых 1 854,442 км2 — суша, и 23,051 км2, или 1,200 % — это водоёмы.

## Население
По данным переписи населения 2000 года в округе проживает 21 802 жителя в составе 8146 домашних хозяйств и 5653 семей. Плотность населения составляет 12,00 человек на км2. На территории округа насчитывается 9053 жилых строения, при плотности застройки около 5-ти строений на км2. Расовый состав населения: белые — 98,02 %, афроамериканцы — 1,88 %, коренные американцы (индейцы) — 0,12 %, азиаты — 0,17 %, гавайцы — 0,02 %, представители других рас — 0,25 %, представители двух или более рас — 0,54 %. Испаноязычные составляли 0,80 % населения независимо от расы.
В составе 31,90 % из общего числа домашних хозяйств проживают дети в возрасте до 18 лет, 56,60 % домашних хозяйств представляют собой супружеские пары, проживающие вместе, 8,50 % домашних хозяйств представляют собой одиноких женщин без супруга, 30,60 % домашних хозяйств не имеют отношения к семьям, 27,20 % домашних хозяйств состоят из одного человека, 13,60 % домашних хозяйств состоят из престарелых (65 лет и старше), проживающих в одиночестве. Средний размер домашнего хозяйства составляет 2,46 человека, и средний размер семьи — 2,98 человека.
Возрастной состав округа: 23,80 % — моложе 18 лет, 9,00 % — от 18 до 24, 29,30 % — от 25 до 44, 21,90 % — от 45 до 64, и 21,90 % — от 65 и старше. Средний возраст жителя округа — 38 лет. На каждые 100 женщин приходится 108,60 мужчин. На каждые 100 женщин старше 18 лет приходится 111,50 мужчин.
Средний доход на домохозяйство в округе составлял 31 873 USD, на семью — 39 044 USD. Среднестатистический заработок мужчины был 29 478 USD против 20 254 USD для женщины. Доход на душу населения составлял 15 357 USD. Около 8,40 % семей и 12,20 % общего населения находились ниже черты бедности, в том числе — 15,60 % молодежи (тех, кому ещё не исполнилось 18 лет) и 11,90 % тех, кому было уже больше 65 лет.